# Åsa Svensson
Åsa Maria Svensson, född Carlsson 16 juni 1975 i Surahammar, är en svensk högerhänt före detta professionell tennisspelare och räknas till en av Sveriges bästa kvinnliga tennisspelare någonsin.

## Tenniskarriären
Åsa Svensson blev professionell tennisspelare 1992. På WTA-touren rankades hon som bäst som nummer 28 i singel (april 1996) och 28 i dubbel (oktober 2000). Hon vann totalt två singel- och sju dubbel-titlar (WTA) och tre singel- och sex dubbel-titlar (ITF-cirkusen). Hon nådde som bäst fjärde omgången i en Grand Slam-turnering (Franska öppna 2000). Hon vann 3 SM-guld, varav två i singel.
Svensson debuterade på ITF-cirkusen 1990 och vann sin första titel 1991 (ITF/Ljusdal-SWE). Sina första finaler i WTA-turneringar nådde hon 1994 (Prag) och 1995 (Houston). År 1999 vann hon singeltiteln i WTA-turneringen i Kuala Lumpur (finalseger över amerikanskan Erika de Lone) och 2002 i Bol (finalseger över kroatiskan Iva Majoli).
Under 1993–2002 spelade Svensson i det svenska Fed Cup-laget. Hon spelade totalt 42 matcher av vilka hon vann 23. Bästa säsongen blev 2001 då hon spelade tio matcher och vann nio av dessa. Det året bidrog hon till att föra laget till spel i the World Group.
Svensson avslutade sin aktiva tävlingskarriär i december 2004 och meddelade detta i januari 2005.

## Spelaren och personen
Svensson började spela tennis för sin pappa vid sju års ålder[källa behövs]. Hennes föräldrar uppmuntrade Svensson att satsa på tennisen för att bli proffs[källa behövs]. Hon utvecklades till en skicklig tennisspelare som nådde sina största framgångar som dubbelspelare. Hon spelar med dubbelfattad backhand.[källa behövs]
Efter avslutad aktiv tävlingskarriär arbetade Svensson i huvudsak med WTA-tävlingen Nordea Nordic Light Open och tog 2015 över ledarskapet för Sveriges lag i Fed cup. Hon har varit verksamhetsansvarig och coach i Västerås Fridnäs tennisklubb , driver konsultföretaget Tennis by Åsa AB och har startat och driver ett padelcenter. Hon är dessutom tenniskommentator på Eurosport. Åsa Svensson ser ljust på framtiden för svensk damtennis. Hon har i en intervju framhållit att det är nödvändigt för en spelare som vill fram internationellt att satsa fullständigt på tennisen, inte nöja sig med att bli bäst i Sverige.
Svensson är gift med Niclas Svensson. Paret är bosatt i Västerås och har tre barn, födda 2005, 2008 och 2009.

## WTA Tour-finaler

### Singel: 4 (2–2)
| Placering | Nr | Datum           | Turnering              | Underlag | Motståndare    | Resultat      |
| --------- | -- | --------------- | ---------------------- | -------- | -------------- | ------------- |
| Tvåa      | 1. | 9 ma 1994       | Prag, Tjeckien         | Grus     | Amanda Coetzer | 1–6, 6–7      |
| Tvåa      | 2. | 10 april 1995   | Houston, USA           | Grus     | Steffi Graf    | 1–6, 1–6      |
| Vinnare   | 1. | 8 november 1999 | Kuala Lumpur, Malaysia | Asfalt   | Erika deLone   | 6–2, 6–4      |
| Vinnare   | 2. | 29 april 2002   | Bol, Kroatien          | Grus     | Iva Majoli     | 6–3, 4–6, 6–1 |

### Dubbel: 16 (7–9)
| Placering | Nr  | Datum            | Turnering                    | Underlag  | Partner              | Motståndare                                      | Resultat           |
| --------- | --- | ---------------- | ---------------------------- | --------- | -------------------- | ------------------------------------------------ | ------------------ |
| Tvåa      | 1.  | 17 februari 1994 | Linz, Österrike              | Matta (i) | Caroline Schneider   | Eugenia Maniokova Leila Meskhi                   | 2-6 2-6            |
| Tvåa      | 2.  | 27 juli 1998     | Sopot, Polen                 | Grus      | Seda Noorlander      | Kveta Peschke Helena Vildová                     | 2-6, 4-6           |
| Tvåa      | 3.  | 9 augusti 1998   | Istanbul, Turkiet            | Hard      | Florencia Labat      | Meike Babel Laurence Courtois                    | 0–6, 2–6           |
| Tvåa      | 4.  | 12 juli 1999     | Palermo, Italiien            | Grus      | Sonya Jeyaseelan     | Tina Križan Katarina Srebotnik                   | 6–4, 3–6, 0–6      |
| Vinst     | 5.  | 21 november 1999 | Pattaya City, Thailand       | Hard      | Émilie Loit          | Evgenia Koulikovskaya Patricia Wartusch          | 6–1, 6–4           |
| Tvåa      | 6.  | 7 februari 2000  | Paris, Frankrike             | Matta (i) | Émilie Loit          | Julie Halard-Decugis Sandrine Testud             | 6-3 3-6 4-6        |
| Vinst     | 7.  | 14 februari 2000 | Hanover, Tyskland            | Hard (i)  | Natasha Zvereva      | Silvia Farina Elia Karina Habšudová              | 6–3, 6–4           |
| Tvåa      | 8.  | 17 juli 2000     | Sopot, Poland                | Grus      | Rita Grande          | Virginia Ruano Pascual Paola Suárez              | 5-7 1-6            |
| Tvåa      | 9.  | 24 februari 2001 | Dubai, Förenade Arabemiraten | Hard      | Karina Habšudová     | Yayuk Basuki Caroline Vis                        | 0–6, 6–4, 2–6      |
| Vinst     | 10. | 29 juli 2001     | Casablanca, Marocco          | Grus      | Lubomira Bacheva     | María José Martínez Sánchez María Emilia Salerni | 6–3, 6–7(4–7), 6–1 |
| Vinst     | 11. | 11 november 2001 | Pattaya City, Thailand       | Hard      | Iroda Tulyaganova    | Liezel Huber Wynne Prakusya                      | 4–6, 6–3, 6–3      |
| Tvåa      | 12. | 30 december 2001 | Gold Coast, Australien       | Hard      | Miriam Oremans       | Meghann Shaughnessy Justine Henin                | 1–6, 6–7(6)        |
| Tvåa      | 13. | 14 april 2002    | Amelia Island, USA           | Grus      | María Emilia Salerni | Arantxa Sánchez Vicario Daniela Hantuchová       | 4-6, 2-6           |
| Vinst     | 14. | 17 februari 2003 | Bogotá, Colombia             | Grus      | Katarina Srebotnik   | Tina Križan Tatiana Perebiynis                   | 6–2, 6–1           |
| Vinst     | 15. | 2 mars 2003      | Acapulco, Mexiko             | Grus      | Émilie Loit          | Petra Mandula Patricia Wartusch                  | 6–3, 6–1           |
| Vinst     | 16. | 22 februari 2004 | Memphis, USA                 | Matta     | Meilen Tu            | Maria Sharapova Vera Zvonareva                   | 6–4, 7–6(0)        |

## ITF-finaler

### Singelfinaler (3-5)
| $100,000-turnering |
| $75,000-turnering  |
| $50,000-turnering  |
| $25,000-turnering  |
| $10,000-turnering  |

| Placering | Nr | Datum             | Turnering             | Underlag  | Motståndare i finalen | Resultat i finalen |
| Vinst     | 1. | 4 november 1991   | Ljusdal, Sverige      | Matta (i) | Michaela Seibold      | 6-3, 6-2           |
| Vinst     | 2. | 13 januari 1992   | Helsingfors, Finland  | Matta (i) | Sofie Albinus         | 6-3, 6-3           |
| Tvåa      | 3. | 29 juni 1992      | Ronneby, Sverige      | Grus      | Marion Maruska        | 6-4, 1-6, 2-6      |
| Tvåa      | 4. | 31 augusti 1992   | Klagenfurt, Österrike | Grus      | Ruxandra Dragomir     | 4-6, 3-6           |
| Vinst     | 5. | 30 oktober 1995   | Stockholm, Sverige    | Hard (i)  | Anna-Karin Svensson   | 6-1, 6-2           |
| Tvåa      | 6. | 23 september 1996 | Limoges, Frankrike    | Hard (i)  | Dominique Monami      | 6-2, 6-7(4-7), 1-6 |
| Tvåa      | 7. | 8 april 2001      | Boynton Beach, USA    | Grus      | Henrieta Nagyová      | 6-3, 3-6, 1-6      |
| Tvåa      | 8. | 11 july 2004      | Darmstadt, Tyskland   | Grus      | Magda Mihalache       | 1-6, 6-3, 5-7      |

### Dubbel (6-2)
| Placering | Nr | Datum             | Turnering                    | Underlag  | Partner           | Motståndare i finalen                    | Resultat i finalen      |
| --------- | -- | ----------------- | ---------------------------- | --------- | ----------------- | ---------------------------------------- | ----------------------- |
| Tvåa      | 1. | 22 oktober 1990   | Neumünster, Tyskland         | Grus      | Marie Linusson    | Anke Marchl Christina Singer-Bath        | 2-6, 5-7                |
| Vinst     | 2. | 13 januari 1992   | Helsingfors, Finland         | Matta (i) | Marielle Wallin   | Anne Aallonen Marja-Liisa Kuurne         | 0-6, 7-5, 6-2           |
| Tvåa      | 3. | 28 juni 1993      | Ronneby, Sverige             | Grus      | Marielle Wallin   | Catarina Bernstein Shannon Peters        | 6-2, 6-7(5-7), 6-7(5-7) |
| Vinst     | 4. | 7 mars 1999       | Dubai, Förenade Arabemiraten | Hard      | Laurence Courtois | Laura Golarsa Irina Selyutina            | 6-3, 5-7, 6-0           |
| Vinst     | 5. | 19 september 1999 | Bordeaux, Frankrike          | Grus      | Émilie Loit       | Lubomira Bacheva Cristina Torrens Valero | 6-2, 7-6(7-1)           |
| Vinst     | 6. | 11 oktober 1999   | Bordeaux, Frankrike          | Hard (i)  | Émilie Loit       | Alexandra Fusai Rita Grande              | 6-2, 7-6(7-5)           |
| Vinst     | 7. | 28 oktober 2003   | Nottingham, Storbritannien   | Hard (i)  | Helena Ejeson     | Yvonne Doyle Karen Nugent                | 6-3, 7-6(13-11)         |
| Vinst     | 8. | 15 februari 2004  | Midland, Texas, USA          | Hard (i)  | Sofia Arvidsson   | Allison Baker Tara Snyder                | 7–6(7-5), 6–2           |